# Woody Shaw
Woody Shaw (Laurinburg, 1944. december 24. – New York, 1989. május 10.), amerikai     kürtös, trombitás, zeneszerző, zenepedagógus, zenekarvezető, hangszerelő.

## Pályafutása
Woody Shaw a New Jersey állambeli Newarkban nőtt fel. Tizenegy éves korától trombitát és zeneelméletet kezdett tanulni az Arts High Schoolban. Egészen lenyűgözte Clifford Brown trombitajátéka, akit akit akkoriban szerepelni látott. Dizzy Gillespie, Fats Navarro, Miles Davis, Kenny Dorham és Lee Morgan is fontosak voltak számára.
Tizenhat évesen abbahagyta a középiskolát.
1963-ban Chick Coreával, Willie Boboval és Eric Dolphyval dolgozott. Dolphy meghívta egy párizsi útra, de nem sokkal találkozójuk előtt meghalt. Shaw egyedül ment Párizsba, ott és Németországban lépett fel Kenny Clarke, Bud Powell, Johnny Griffin, Art Taylor és Nathan Davis társaságában.
San Franciscoban Bobby Hutchersonnal egy zenekart vezetett, két albumot rögzített. 1975-ben New Yorkban a Louis Hayes Junior Cook Quintetben játszott, 1976-ban Harry Whitaker Black Renaissance című debütáló albumán dolgozott. 1978-ban Carter Jeffersonnal, Onaje Allan Gumbsszal, Stafford Jamesszel és Victor Lewisszal dolgozott, 1980-tól 1983-ig Mulgrew Miller, Steve Turré, Stafford James és Tony Reedus voltak kvintettjének tagjai. 1986-ban új kvintettet alakított.
Dolgozott Kenny Garrettel, Freddie Hubbarddal, Mal Waldronnal, Tone Janšával és Dexter Gordonnal is, és turnézott Egyiptomban, Indiában és a Közel-Keleten.
Egy metróbalesetben elvesztette a karját, és tíz héttel később veseelégtelenségben meghalt.

## Albumok
- 1965: Cassandranite
- 1965: In the Beginning...
- 1971: Blackstone Legacy
- 1972: Song of Songs
- 1974: The Moontrane
- 1975: Love Dance
- 1976: Little Red's Fantasy
- 1976: Concert Ensemble at the Berliner Jazztage
- 1977: The Iron Men
- 1978: Rosewood
- 1978: Woody III
- 1980: For Sure!
- 1981: United
- 1982: Lotus Flower
- 1982: Master of the Art
- 1982: Night Music
- 1983: Time Is Right
- 1983: Setting Standards
- 1985: Double Take
- 1985: Woody Shaw with the Tone Jansa Quartet
- 1986: Solid
- 1987: In My Own Sweet Way
- 1987: Imagination
- 2000: Jamey Aebersold Jazz: Woody Shaw
- 2017: At Onkel Po's Carnegie Hall Hamburg
- 2019: Basel 1980

## Díjak
- Talent Deserving Wider Recognition, Downbeat International Jazz Critics Poll (1977)
- Jazz Album of the Year, Downbeat Readers Poll: Rosewood (Columbia 1978)
- Best Trumpeter, Down Beat Readers Poll (1978)
- Grammy-díj jelölt – Best Jazz Instrumental Performance, Soloist: Rosewood (1979)
- Grammy-díj jelölt – Best Jazz Instrumental Performance, Group: Woody Shaw Concert Ensemble, Rosewood (1979)
- Best Trumpeter, Downbeat Readers Poll (1980)
- Down Beat Hall of Fame (1989)